# Energia orbital específica
No problema gravitacional dos dois corpos, a energia orbital específica de dois corpos orbitantes é a soma constante das suas mútuas energias potenciais ({\displaystyle \epsilon _{p}\,\!}) e das suas energias cinéticas ({\displaystyle \epsilon _{k}\,\!}), dividida pela sua massa reduzida. De acordo com a equação de conservação de energia orbital, também conhecida como equação vis-viva, não varia com o tempo:
{\displaystyle \epsilon =\epsilon _{k}+\epsilon _{p}\!}
{\displaystyle \epsilon ={v^{2} \over {2}}-{\mu  \over {r}}=-{1 \over {2}}{\mu ^{2} \over {h^{2}}}\left(1-e^{2}\right)=-{\frac {\mu }{2a}}}
onde
- {\displaystyle v\,\!} é a velocidade orbital relativa;
- {\displaystyle r\,\!} é a distância orbital entre os corpos;
- {\displaystyle \mu ={G}(m_{1}+m_{2})\,\!} é o parâmatro gravitacional padrão dos corpos;
- {\displaystyle h\,\!} é o vetor momento angular orbital, no sentido do momento angular relativo dividido pela massa reduzida;
- {\displaystyle e\,\!} é a excentricidade orbital;
- {\displaystyle a\,\!} é o semi-eixo maior.

## Análise energética para o modelo de dois corpos
Expressando a magnitude da velocidade em função da forma do angulo vetor do momento orbital , e, em seguida, dependendo da reta assimilada, é possível chegar a uma energia orbital específica dado como uma função exclusiva do semi-eixo maior da órbita:
{\displaystyle \epsilon =-{\mu  \over {2a}}}
em que {\displaystyle a} é o semi-eixo maior da órbita.
Então:
- Para uma órbita elíptica a energia total específica é negativa ({\displaystyle \varepsilon <0});
- Para uma órbita parabólica a energia total específica é nula ({\displaystyle \varepsilon =0});
- Para uma órbita hiperbólica a energia total específica é positiva ({\displaystyle \varepsilon >0}).